# Vídeo Maria
"Vídeo Maria" é um máxi single de originais da banda de pop rock português GNR. Editado em Janeiro de 1988 pela EMI - Valentim de Carvalho.  O tema "Vídeo Maria" veio a provocar polémica social e alguma celeuma nas rádios por alegadas heresias constantes na letra.

## Faixas

### Maxi Single

#### Lado A
| N.º | Título        | Duração |  |
| 1.  | "Vídeo Maria" | 4:42    |  |

#### Lado B
| N.º | Título                       | Duração |  |
| 1.  | "Homens Temporariamente Sós" | 3:48    |  |
| 2.  | "USA"                        | 3:12    |  |

- Músicas escritas por: Rui Reininho e Tóli César Machado

## Elementos da banda
- Rui Reininho   (voz)  [1]
- Tóli César Machado   (bateria e sintetizador)[1]
- Jorge Romão   (baixo)  [1]

Artistas convidados
- Hermínio Tavares   (guitarra)  [1]
- Manuel Ribeiro   (teclas)  [1]